# Château de Villaines-en-Duesmois
Ne doit pas être confondu avec Château ducal de Villaines-en-Duesmois.
Le château de Villaines-en-Duesmois dit des Anglures est situé à Villaines-en-Duesmois, dans le département français de la Côte-d'Or.

## Localisation
Le château de Villaines-en-Duesmois est situé en agglomération du chef-lieu.

## Historique
Le château est rebâti en 1605 sur une base du XIIIe siècle par remploi partiel des pierres du château ducal.
Il est inscrit aux monuments historiques par arrêté du 8 avril 1970 pour sa façade, ses toitures et l'écurie.

## Architecture
Le château est de style Renaissance. La façade qui présente un étage est encadrée de deux tours carrées légèrement plus hautes.

## Mobilier
- le grand escalier intérieur avec le vestibule sont inscrits ;
- les cheminées du petit et du grand salon et la salle à manger sont également inscrits.

Ce château privé ne se visite pas.